# Victor Ciobanu (politician)
Victor Ciobanu (n. 18 decembrie 1984, satul Pîrlița, raionul Ungheni) este un politician din Republica Moldova, care îndeplinește funcția de președinte al Partidului Popular Creștin Democrat.

## Biografia
Victor Ciobanu s-a născut la 18 decembrie 1984 în satul Pîrlița, raionul Ungheni. În același sat a făcut studii primare timp de 9 ani, după care s-a înscris la Liceul «Vasile Alecsandri» din or. Ungheni. A continuat studiile la Universitatea Tehnică din Moldova. În anul 2010 a absolvit Facultatea de Drept.
Victor Ciobanu a implicat în politică din anul 2001 în cadrul Partidului Popular Creștin Democrat. În 2007 a devenit Președintele Organizației de Tineret a PPCD «Noua Generație», în 2009 — vicepreședintele PPCD.
La congresul al XIII a PPCD din 21 februarie 2011 este ales în calitate de președinte al Partidului Popular Creștin Democrat.